# كليمنت شريدر
كليمنت شريدر (بالألمانية: Clemens Schrader)‏ هو أستاذ جامعي ألماني، ولد في 22 ديسمبر 1820 في هانوفر في ألمانيا، وتوفي في 23 فبراير 1875 في بواتييه في فرنسا.